# Latifa Aït Baala

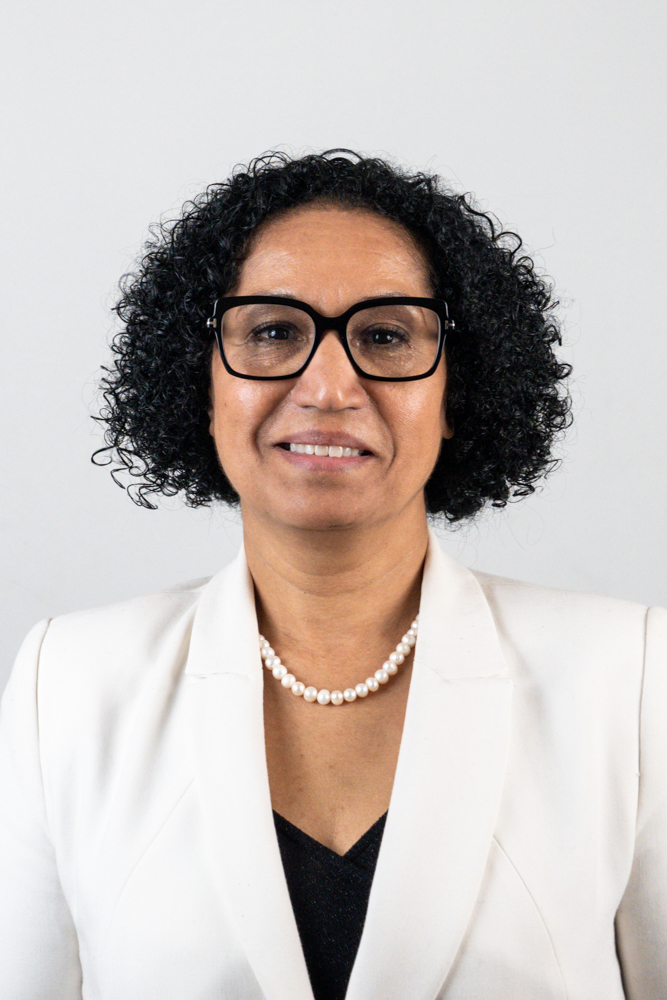
Latifa Aït Baala

Latifa Aït Baala (Casablanca (Marokko), 19 november 1965) is een Belgisch politica voor de socialistische PS. Tot in 2025 was ze actief voor de liberale MR.

## Levensloop
Aït Baala is afkomstig uit Marokko en heeft ook de Franse nationaliteit. Ze behaalde een master in zakenrecht aan de Université Grenoble-Alpes en promoveerde tot licentiate in privérecht aan de Université Pierre Mendès-France. Daarnaast behaalde ze een postgraduaat in genderstudies in Zwitserland.
Na een stage bij de Mensenrechtenraad van de Verenigde Naties in Genève was Aït Baala in 1993 opdrachthouder bij de Europese Vrouwenlobby en van 1993 tot 1996 opdrachthouder en expert bij Eureka Audiovisuel, een Europees project om de audiovisuele sector te revitaliseren. Nadien was ze van 1996 tot 1999 projectverantwoordelijke bij het Forum van Migranten in de Europese Unie en van 1999 tot 2000 adviseur op het secretariaat-generaal van de Internationale Katholieke Commissie voor Migratie.
Tussen 2001 en 2004 werkte ze in het Europees Parlement voor het Franse Europarlementslid Alima Boumediène-Thiery, aangesloten bij de fractie van De Groenen/Europese Vrije Alliantie. Ze was nog werkzaam voor haar toen ze zich aan het einde van de legislatuur aansloot bij de liberale Mouvement Réformateur en voerde campagne als kandidaat voor de Europese verkiezingen op de MR-lijst. Ze werd in 2015 vicevoorzitter van de internationale afdeling en in 2016 nationaal ondervoorzitter van de vrouwenafdeling van de partij. Ook werkte ze als parlementair medewerkster voor de partij; in het Europees Parlement, de Kamer van volksvertegenwoordigers en van 2014 tot 2019 in de Senaat. 
Ze werd tevens van 2015 tot 2021 voorzitster van het Liberaal Instituut voor de Opleiding en Vorming van Burgers (ILFAC), coördinatrice van de Belgische tak van de Europese liberale partij ALDE, van 2020 tot 2022 vicevoorzitster van de Franstalige Vrouwenraad van België (CFFB), voorzitster van het Euro-Mediterraans Centrum voor Samenwerking en Burgerlijke Diplomatie (EuroMed-CDC) en adviseur bij het African Diaspora Network, verantwoordelijk voor Noord-Afrika en de relaties met de Belgische autoriteiten.
Bij de verkiezingen van mei 2014 stond ze op de MR-lijst voor het Europees Parlement, maar ze werd niet verkozen. Na de verkiezingen van mei 2019 kwam Aït Baala in het Brussels Hoofdstedelijk Parlement terecht als opvolgster van burgemeester van Ukkel Boris Dilliès, die besliste om niet te zetelen. Als parlementslid legde ze zich toe op publieke financiën, werk, opleiding en vrouwelijk ondernemerschap, de crisis in de huisvesting, veiligheid en drugsbestrijding. In juni 2024 werd ze niet herkozen. Zes maanden later, in december 2024, werd ze opnieuw Brussels Parlementslid ter vervanging van David Leisterh, die aftrad om burgemeester van Watermaal-Bosvoorde te worden.
In april 2025 verliet ze de MR en ging zetelen voor de PS. Naar eigen zeggen strookten de beweegredenen van haar politieke engagement niet langer met de partijvisie van de MR en herkende ze die beter bij de PS.

## Lobbyist voor Marokko
Naast haar Belgische politieke activiteiten staat Latifa Aït Baala bekend om haar actieve rol in het lobbyen op Belgisch, Europees en internationaal niveau voor de zaak van het "Marokkaanse karakter van de Westelijke Sahara", met name als woordvoerster sinds 2006 van de "Belgisch-Marokkaanse Coördinatie voor de Marokkaanse Sahara" en nationaal secretaris van de "Wereldalliantie van Marokkanen in het Buitenland" (AMOME), een propagandaorganisatie die ijvert voor de erkenning van de Westelijke Sahara als Marokkaans grondgebied en die de jaarlijkse herdenkingen van de Groene Mars organiseert. Ook zou ze betrokken zijn geweest bij pogingen om de reputatie van Polisario, de beweging voor de onafhankelijkheid van de Westerse Sahara, te bezoedelen en als terreurbeweging te laten erkennen. Tevens werd Ait Baala in december 2023 door de Franstalige openbare omroep RTBF genoemd in een reportage over inmenging van de Marokkaanse staat in Belgische politieke kringen.